# Kajbar

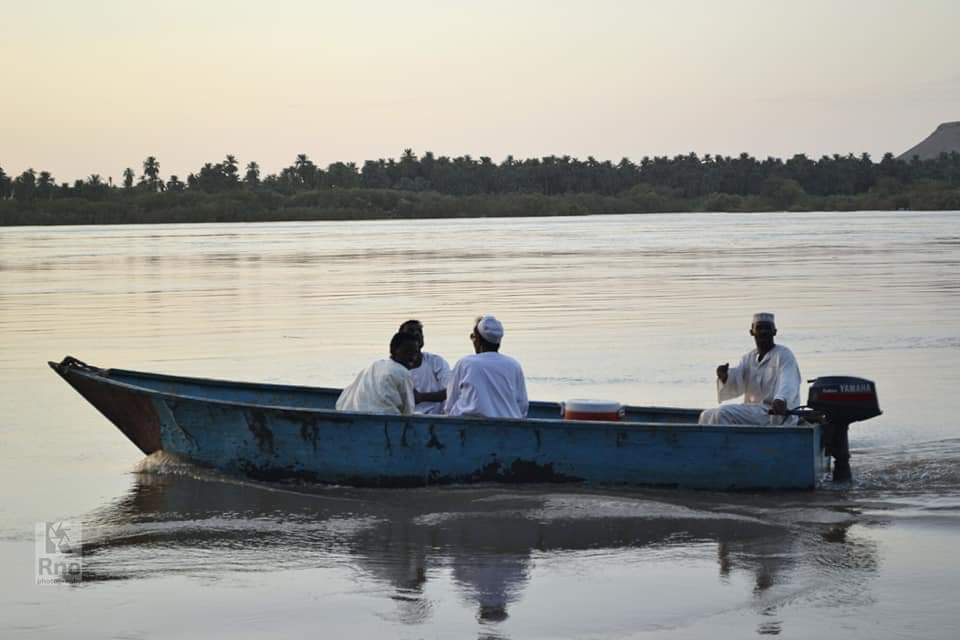
Traversée en bateau près de Sebo.

Kajbar est une zone septentrionale du Soudan dans la province de l'État du Nord, connue pour un projet de construction d'un barrage près de la troisième cataracte du Nil.